# Partido de Pilar
Partido de Pilar är en kommun i Argentina.   Den ligger i provinsen Buenos Aires, i den centrala delen av landet, 50 km nordväst om huvudstaden Buenos Aires. Antalet invånare är 232 463.
Runt Partido de Pilar är det i huvudsak tätbebyggt. Runt Partido de Pilar är det tätbefolkat, med 913 invånare per kvadratkilometer.